# Paul Verlaine
Paul-Marie Verlaine (30 tháng 3 năm 1844 – 8 tháng 1 năm 1896) là nhà thơ Pháp, một trong những nhà thơ lớn nhất của Pháp thế kỷ XIX.

## Tiểu sử

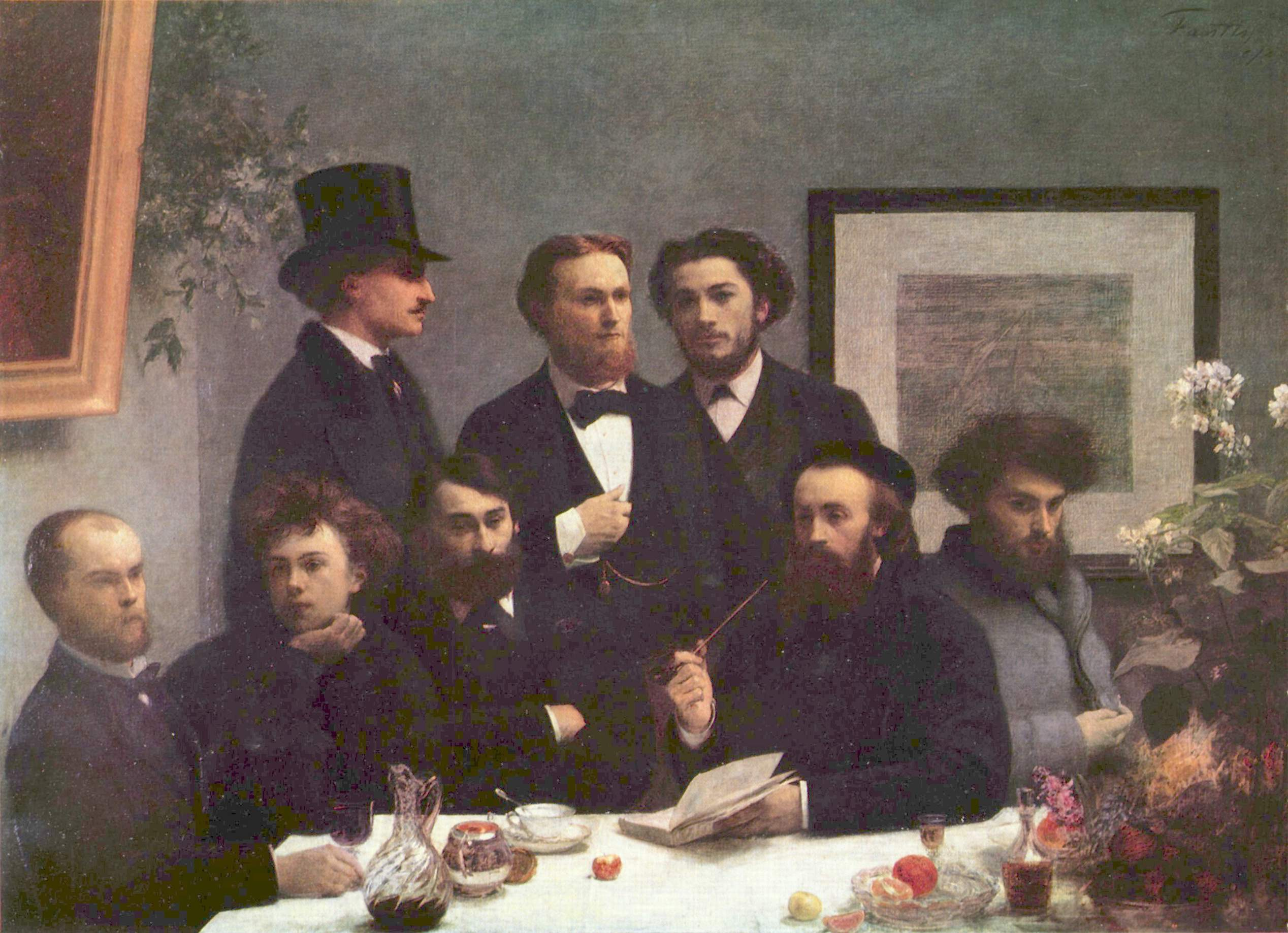
Tranh Henri Fantin-Latour vẽ các nhà thơ Pháp, trong số này có Paul Verlaine và Rimbaud

Paul-Marie Verlaine sinh ở Metz. Bố là kỹ sư xây dựng trong quân đội, mẹ xuất thân từ một gia đình nông dân khá giả. Năm 1851 gia đình ông chuyển về Paris. Năm 1855 Verlaine vào học trường Lycée Bonapart ở Paris và đã bộc lộ sự say mê thơ ca. Năm 1858, ông gửi cho Victor Hugo trường ca La Mort (Cái chết). Năm 1862 ông nhận bằng cử nhân hùng biện, cũng trong năm này vào học luật tại Đại học Sorbonne nhưng một thời gian sau bỏ học.
Từ tháng 10 năm 1863 ông làm ở công ty bảo hiểm, sau đó vào làm ở tòa thị chính Paris, tham gia nhóm thơ Parnasse. Năm 1866 ông in cuốn sách đầu tiên Poèmes saturniens  chịu sự ảnh hưởng của nhóm Parnasse. Năm 1867 ông sang Brussele gặp Victor Hugo. Năm 1870 ông in tập thơ La bonne chanson (Bài ca tốt lành) tặng người yêu Mathilde Mauté. Sau khi chiến tranh Pháp – Phổ xảy ra, Verlaine phải vào lính nhưng thường xuyên lẩn tránh nghĩa vụ nên phải bị tống vào trại giam một tuần.

Paul Verlaine vẽ hình Rimbaud

Thời gian sau đó là những năm tháng tình ái của ông với nhà thơ trẻ Arthur Rimbaud. Hai người đi sang Bỉ và Anh. Đây là quãng thời gian Verlaine viết những bài thơ hay nhất của mình. Năm 1874 ông in tập thơ Romances sans paroles (Những khúc lãng mạn không lời). Tháng 10 năm 1873 Verlaine cãi nhau với Rimbaud, dùng súng lục bắn vào tay Rimbaud nên bị vào tù hai năm và bị phạt 200 frans. Sau khi mãn hạn tù Verlaine bị vợ và gia đình từ chối nên ông sang Anh dạy tiếng Pháp, dạy vẽ, và làm gia sư. Năm 1882 ông trở về Pháp sống và làm việc ở nhiều nơi. Năm 1894 ông được bầu là "Ông hoàng của các nhà thơ". Năm 1895 ông viết bài giới thiệu cho "Tuyển tập tác phẩm Arthur Rimbaud". Năm 1896 ông in cuốn sách cuối cùng La Mort (Cái chết).
Ông mất ở Paris và được mai táng tại nghĩa trang Cimetière de Batignolles. Có ba ngàn người đến dự lễ tang của ông.
Các nhà thơ phái thơ tượng trưng gọi Verlaine là ông tổ của mình, còn nghệ thuật thi ca gọi tập thơ Romances sans paroles của ông là tuyên ngôn. Tuy vậy sự ảnh hưởng của Verlaine không chỉ giới hạn trong phạm vi một trường phái thơ. Verlaine là người sáng tạo một nghệ thuật thơ mới, phục hồi mối liên hệ với thơ ca dân gian, giữ gìn truyền thống nghệ thuật của thơ ca Pháp mà sau đấy được các nhà thơ lớn của Pháp trong thế kỷ XX tiếp tục.

## Tác phẩm

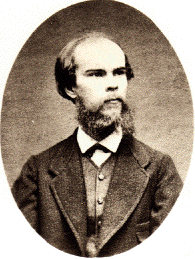
Paul-Marie Verlaine

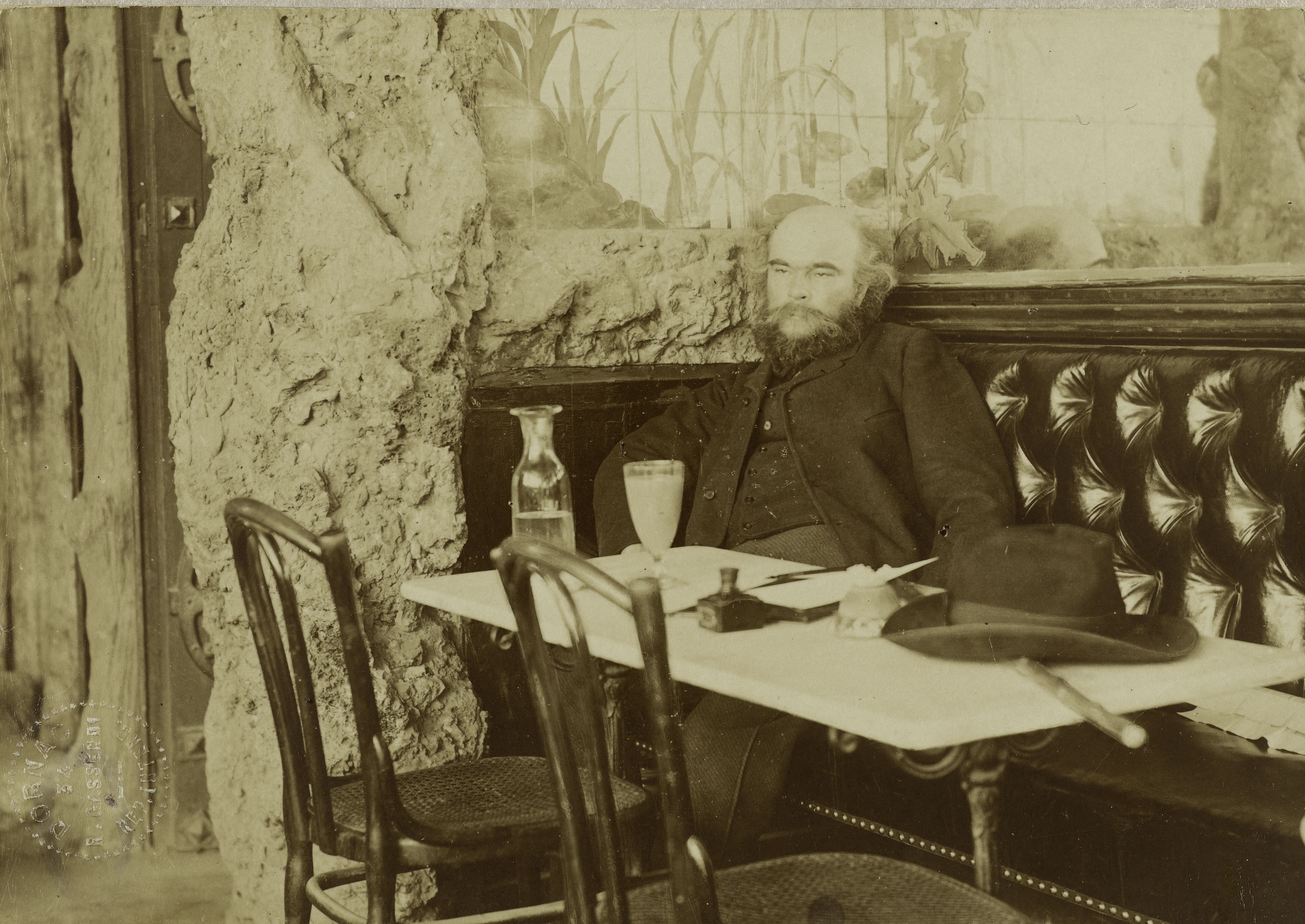
Paul-Marie Verlaine trong quán cà phê François uống cồn 85 độ

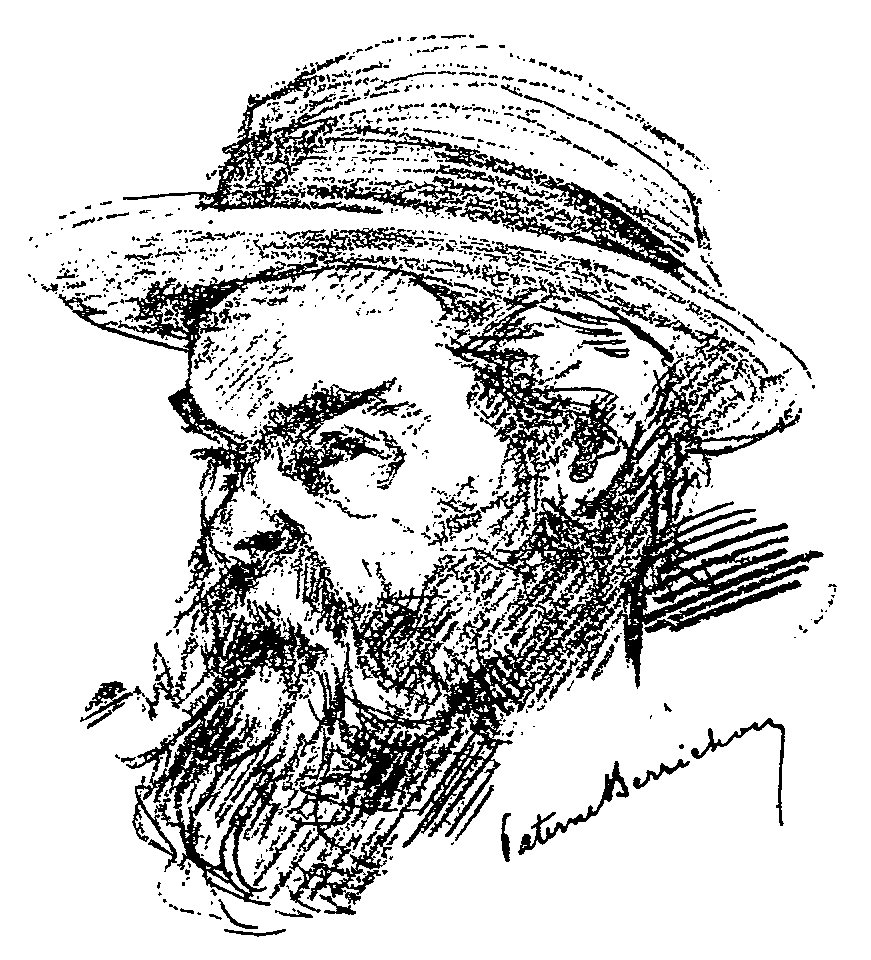
Tranh của Paterne Berrichon vẽ Paul-Marie Verlaine

### Thơ
- La Mort (Cái chết, 1858) trường ca
- Poèmes saturniens (Thơ sao Thổ, 1866) tập thơ
- Les Amies (1867)
- Fêtes galantes (Lễ hội duyên tình, 1869) tập thơ
- La Bonne chanson (Bài ca đẹp, 1870) tập thơ
- Romances sans paroles (Những khúc lãng mạn không lời, 1874) tập thơ
- Sagesse (Minh triết, 1880) tập thơ
- Jadis et naguère (Jadis và Naguere, 1884) tập thơ
- Amour (1888)
- Parallèlement (1889)
- Dédicaces (1890)
- Femmes (1890)
- Hombres (1891)
- Bonheur (1891)
- Chansons pour elle (1891)
- Liturgies intimes (1892)
- Élégies (1893)
- Odes en son honneur (1893)
- Dans les limbes (1894)
- Épigrammes (1894)
- Chair (1896)
- Invectives (1896)
- Biblio-sonnets (1913)
- Oeuvres oubliées (1926—1929)

### Văn xuôi
- Les Poètes maudits (1884)
- Louise Leclercq (1886)
- Les mémoires d’un veuf (1886)
- Mes hôpitaux (1891)
- Mes prisons (1893)
- Quinze jours en Hollande (1893)
- Vingt-sept biographies de poètes et littérateurs (parues dans «Les Hommes d’aujourd’hui»)
- Confessions (1895)

## Một số bài thơ tiêu biểu

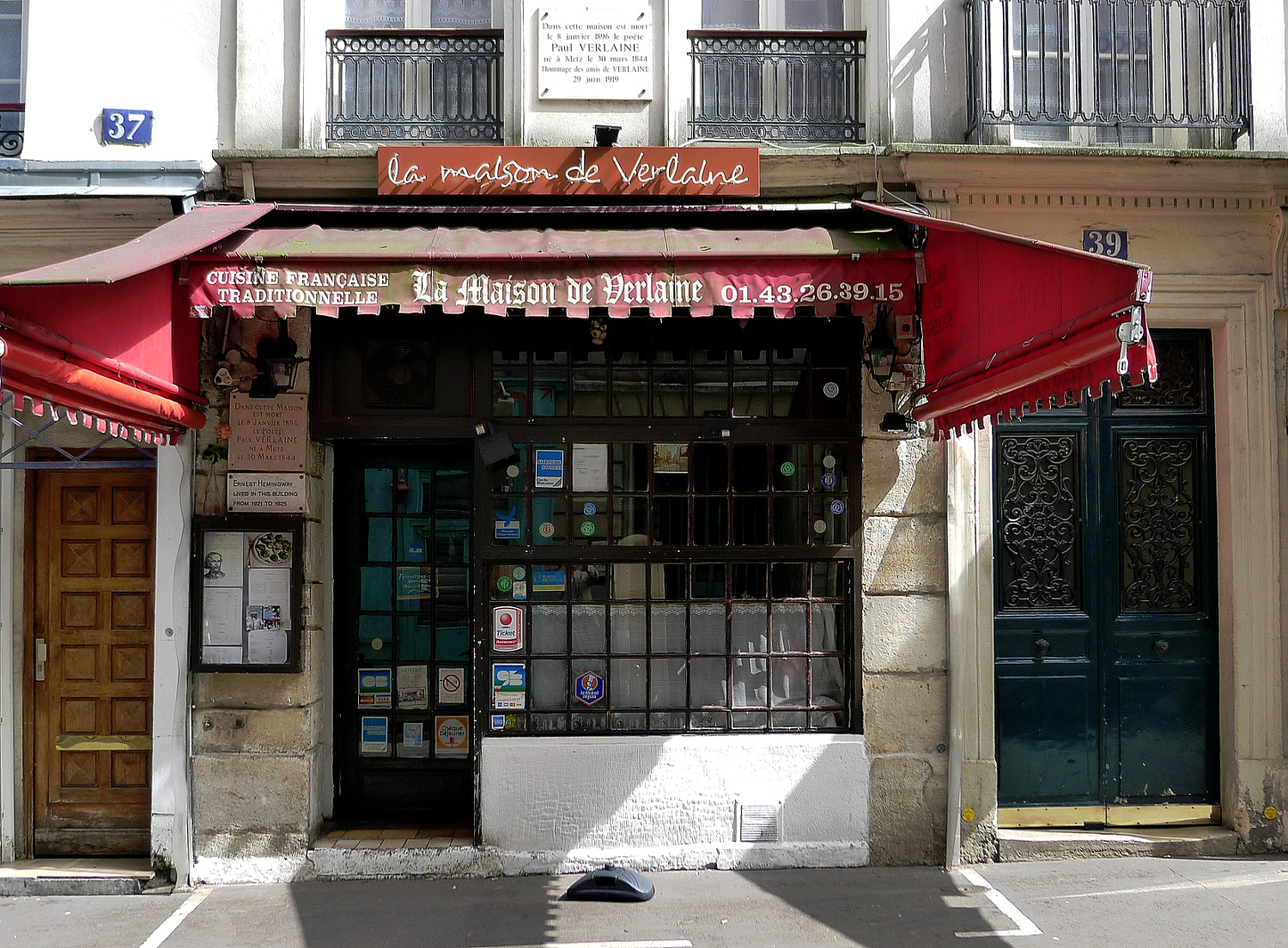
Paul-Marie Verlaine chết ở ngôi nhà này

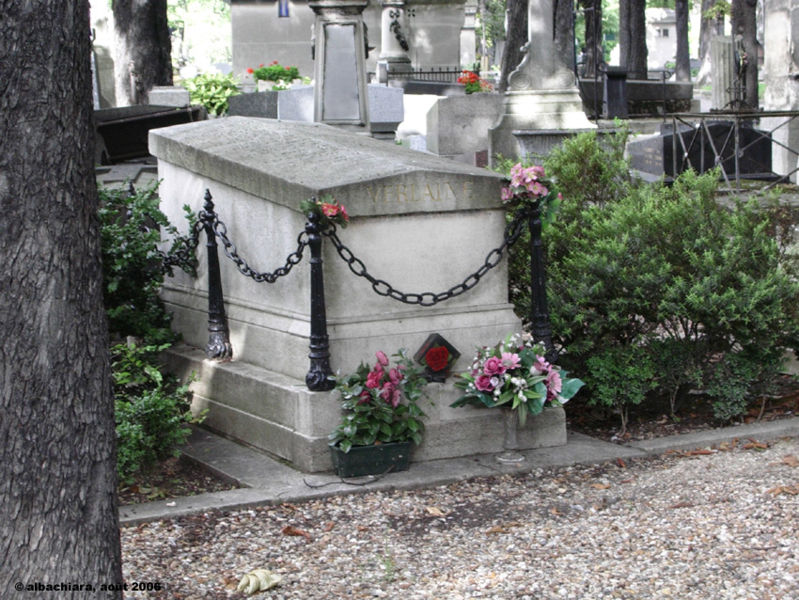
Mộ Paul-Marie Verlaine

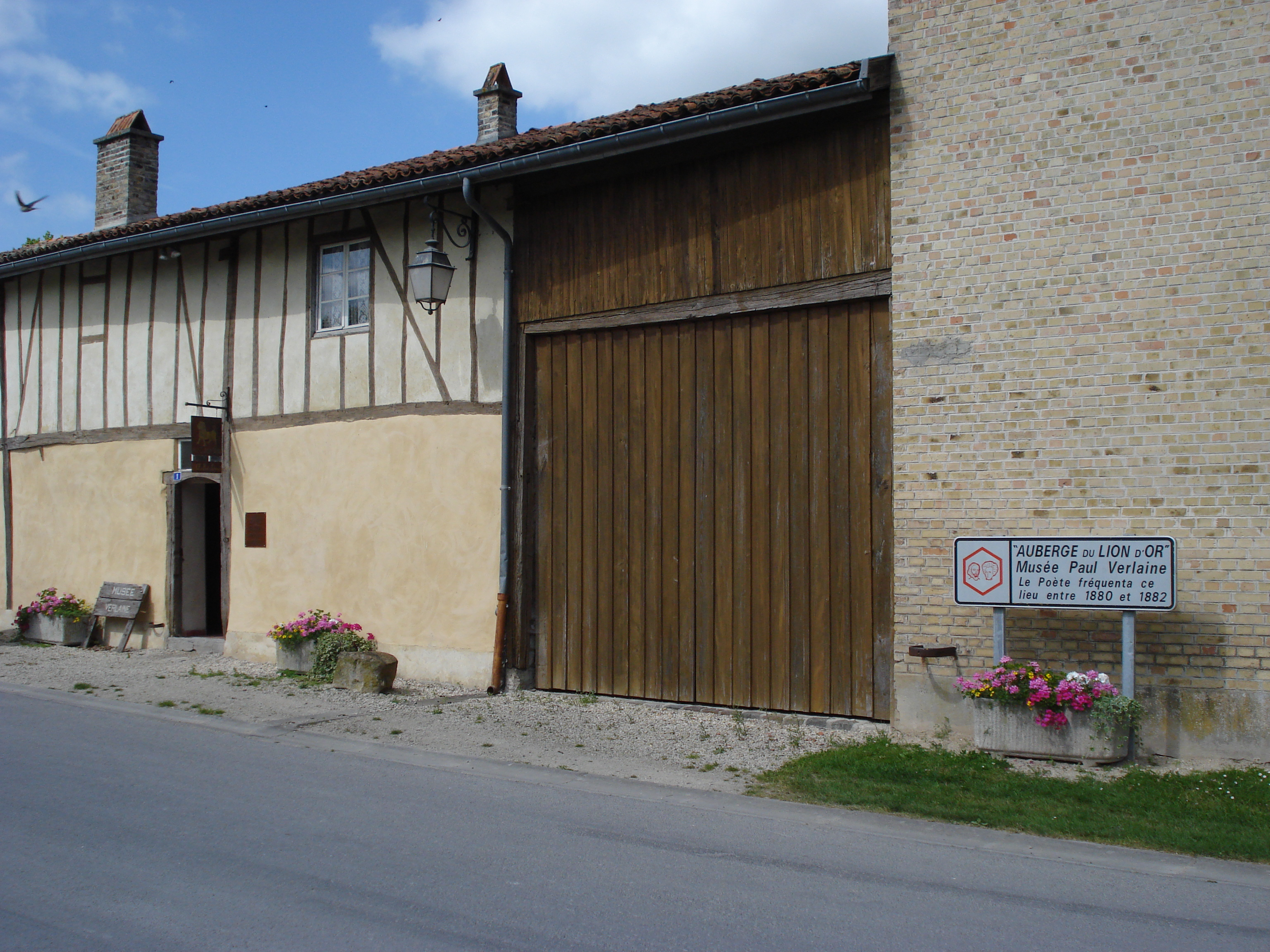
Một bảo tàng Paul-Marie Verlaine

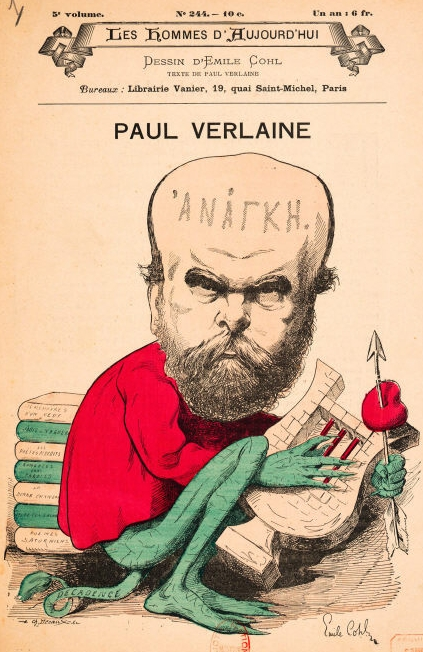
Tranh vẽ hình Paul-Marie Verlaine

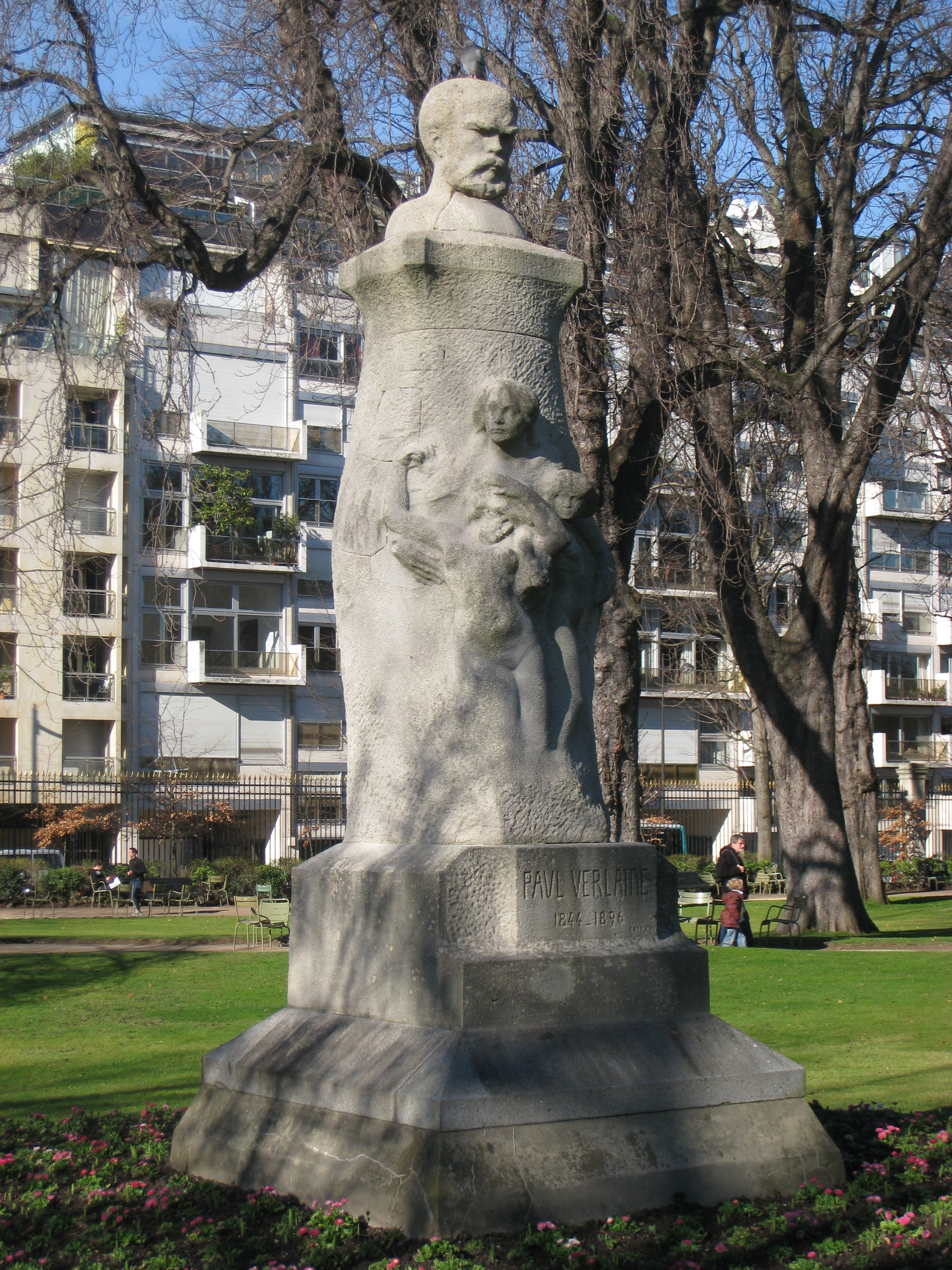
Tượng Paul-Marie Verlaine

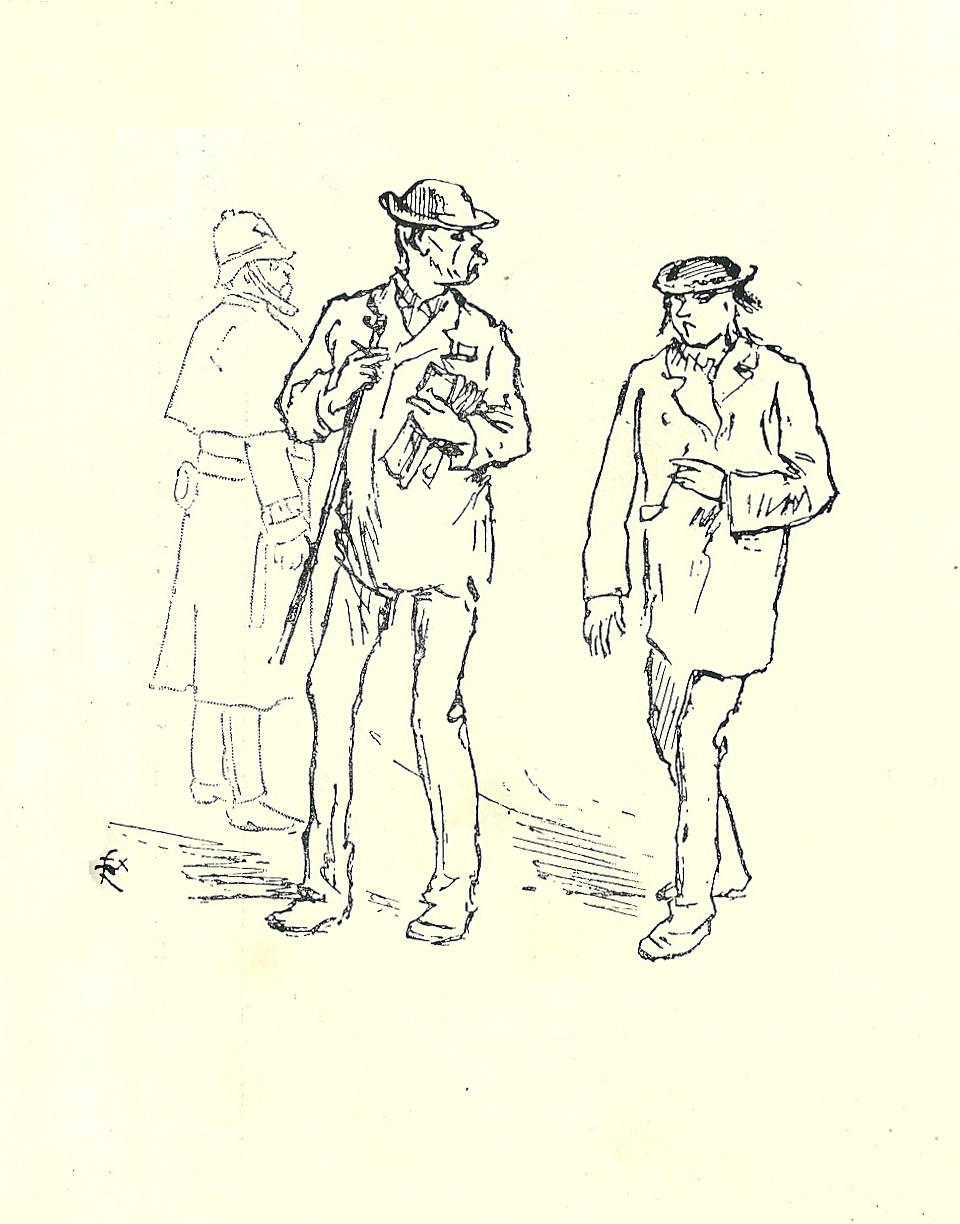
Tranh vẽ Verlaine và Rimbaud

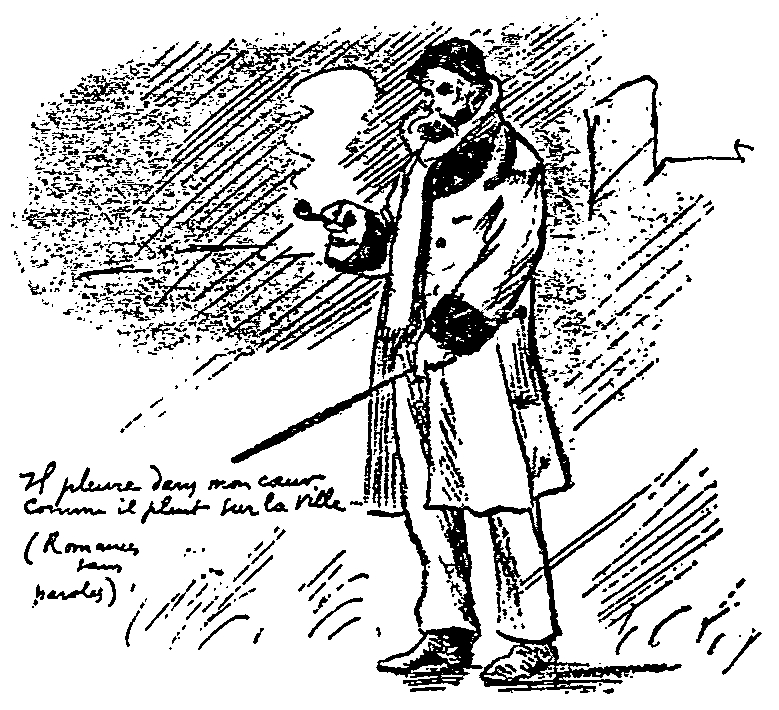
Tranh của Cazals vẽ Verlaine

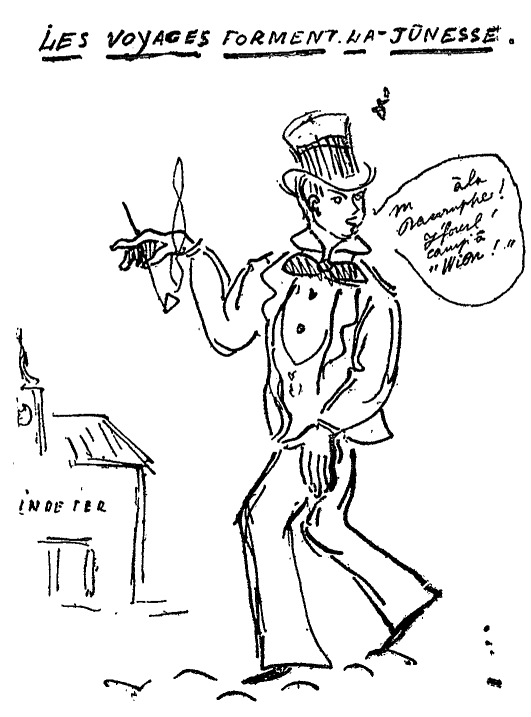
Tranh của Rimbaud vẽ Verlaine

| Thu ca Mùa thu nức nở Rót ra nỗi buồn Và tiếng vĩ cầm Cho lòng đau thắt. Chất đầy trong ngực Nỗi buồn cô đơn. Nỗi buồn nặng hơn Khi tiếng chuông ngân Trong đêm vắng vẻ Xao xuyến ngập lòng. Nhớ về ngày cũ Nước mắt trào dâng. Ta chạy ra đồng Hỡi cơn gió độc Bao nhiêu mơ ước Mi hãy cuốn phăng Vào đêm tối mịt Như chiếc lá vàng. Tiếng mưa Mưa rơi lặng lẽ trên thành phố Arthur Rimbaud Tiếng nức nở trong tim Như mưa trên thành phố Có điều chi mệt lử Đang ngự trị trong lòng? Tiếng mưa rơi dịu êm Trên đất và trên mái Con tim này khắc khoải Nghe tiếng mưa nhẹ nhàng! Khóc chẳng cần nguyên nhân Con tim mình, trái lại Có điều chi phản bội? Buồn bã như đám tang. Cứ thế, một nỗi buồn Con tim không biết được Không yêu và không ghét Chẳng có gì buồn hơn. Phụ nữ và mèo Phụ nữ chơi với mèo – trò chơi cổ điển Như núi đồi với mũ trắng trên đầu Thâu đêm suốt sáng, liên tục với nhau Bàn tay trắng vuốt ve bàn chân trắng. Một bên giận dữ, âm thầm bí ẩn Khi vuốt ve vị chúa tể của mình Giấu sau găng tay mềm mại tơ nhung Là con dao mổ lẹ làng của móng. Bên kia giấu vẻ dữ dằn sâu kín Dịu dàng vuốt ve chúa tể của mình Nhưng quỷ sứ ở nơi này trú ẩn. Trong bóng đêm, giữa chăn êm gối ấm Sau tiếng cười của phụ nữ vang lên Bốn mắt lửa như lân tinh phát sáng. Không bao giờ nữa Kỷ niệm ơi, mi hành hạ gì ta? Trời mùa thu nhuốm sắc màu buồn bã Những con chim đang bay tìm xứ lạ Ngọn gió vờn những chiếc lá mùa thu. Ta với nàng sánh bước giữa ngày thu Mà cứ ngỡ hai người trong giấc mộng Bằng một giọng của trời xanh, nàng bỗng Hỏi: "Anh hạnh phúc với những ngày qua?" Giọng nói ngọt ngào, ánh mắt xao xuyến Ta lặng im đáp lại một nụ cười Và bờ môi nhẹ hôn bàn tay trắng. Ôi bông hoa đầu thơm ngát xinh tươi! Ôi giọng nói êm đềm trong gió thoảng Và lời "vâng" âu yếm tự bờ môi! Bài ca dành cho người đẹp Người ta bảo anh rằng em tóc vàng Rằng gái tóc vàng vô thủy vô chung Rồi lại nói: "Người đâu mà mảnh khảnh…" Nhưng mà anh không một chút bận lòng. Mắt em long lanh hơn cả giọt sương Và bờ môi gợi cho lòng ước muốn. Người ta bảo anh rằng em tóc đen Mắt người tóc đen như ngọn lửa hồng Không ít kẻ thiêu rụi tim trong đó Nhưng mà anh thấy nhảm nhí vô cùng! Em thành thạo, cho dù anh lớ ngớ Và anh yêu bầu nhiệt huyết của em. Người ta bảo: "Chớ yêu người tóc hung Họ nhạt nhẽo và hay bỗng chốc buồn…" Anh chỉ cười trước những lời như vậy! Anh hít vào mái tóc đượm mùi hương Yêu tất cả những gì thuộc về em Nữ hoàng của anh – xin em đứng dậy Hãy áp sát vào lồng ngực của anh! Bản dịch của Nguyễn Viết Thắng | Chanson d’Automne Les sanglots longs Des violons De l’automne Blessent mon cœur D’une langueur Monotone. Tout suffocant Et blême, quand Sonne l’heure, Je me souviens Des jours anciens Et je pleure; Et je m’en vais Au vent mauvais Qui m’emporte Deçà, delà, Pareil à la Feuille morte. Romances sans paroles Il pleut doucement sur la ville. Arthur Rimbaud II pleure dans mon coeur Comme il pleut sur la ville. Quelle est cette langueur Qui penetre mon coeur? O bruit doux de la pluie Par terre et sur les toits! Pour un coeur qui s'ennuie, O le chant de la pluie! Il pleure sans raison Dans ce coeur qui s'ecoeure. Quoi! nulle trahison?.. Ce deuil est sans raison. C'est bien la pire peine De ne savoir pourquoi, Sans amour et sans haine Mon couer a tant de peine. Femme et Chatte Elle jouait avec sa chatte, Et c'était merveille de voir La main blanche et la blanche patte S'ébattre dans l'ombre du soir. Elle cachait — la scélérate ! — Sous ces mitaines de fil noir Ses meurtriers ongles d'agate, Coupants et clairs comme un rasoir. L'autre aussi faisait la sucrée Et rentrait sa griffe acérée, Mais le diable n'y perdait rien... Et dans le boudoir où, sonore, Tintait son rire aérien, Brillaient quatre points de phosphore. Nevermore Souvenir, souvenir, que me veux-tu ? L'automne Faisait voler la grive à travers l'air atone, Et le soleil dardait un rayon monotone Sur le bois jaunissant où la bise détone. Nous étions seul à seule et marchions en rêvant, Elle et moi, les cheveux et la pensée au vent. Soudain, tournant vers moi son regard émouvant: "Quel fut ton plus beau jour ?" fit sa voix d'or vivant, Sa voix douce et sonore, au frais timbre angélique. Un sourire discret lui donna la réplique, Et je baisai sa main blanche, dévotement. - Ah ! les premières fleurs, qu'elles sont parfumées ! Et qu'il bruit avec un murmure charmant Le premier "oui" qui sort de lèvres bien-aimées ! Chanson pour elles Ils me disent que tu es blonde Et que toute blonde est perfide, Même ils ajoutent " comme l'onde ". Je me ris de leur discours vide ! Tes yeux sont les plus beaux du monde Et de ton sein je suis avide. Ils me disent que tu es brune, Qu'une brune a des yeux de braise Et qu'un coeur qui cherche fortune S'y brûle... Ô la bonne foutaise ! Ronde et fraîche comme la lune, Vive ta gorge aux bouts de fraise ! Ils me disent de toi, châtaine: Elle est fade, et rousse trop rose. J'encague cette turlutaine, Et de toi j'aime toute chose De la chevelure, fontaine D'ébène ou d'or (et dis, ô pose- Les sur mon coeur), aux pieds de reine. |